# Teddy Gipson
Sergerio « Teddy » Gipson, né le 15 février 1980 à Farmersville en Californie aux États-Unis, est un joueur américain de basket-ball. Il évolue au poste de meneur.

## Biographie
Non-drafté à l'issue de son cursus universitaire, Teddy Gipson rejoint l'Europe et les Pays-Bas en tant que joueur professionnel avec l'équipe d'Amsterdam. Il fait une saison en Allemagne avant de revenir à Amsterdam. Il rejoint ensuite le championnat de Pro B avec Pau-Lacq-Orthez. Il participe à la remontée du club béarnais en Pro A après une saison terminée en tête de la saison régulière. Malgré une suspension de six mois - il a aidé un coéquipier de son club d'Amsterdam à contourner un contrôle antidopage en lui fournissant un échantillon d'urine - tombée peu de jours avant la finale du championnat, il participe à celle-ci et obtient le titre de champion de France de Pro B grâce à une victoire 78 à 62 sur Limoges. Sa saison est récompensée d'un titre de MVP étranger de Pro B.
Sa suspension terminée, il est recruté de nouveau par Pau-Lacq-Orthez en cours de saison 2010-2011. Il participe au All-Star Game de Pro A lors de la saison 2011-2012.
Il signe au Brose Baskets en Allemagne pour la saison 2012-2013 mais le club et Gipson se séparent en février 2013,. Il signe peu après pour Limoges CSP, qui évolue en première division française, pour remplacer le meneur titulaire, Angelos Tsamis, blessé.
En novembre 2013, Gipson rejoint le KK Igokea qui évolue en championnat de Bosnie-Herzégovine et en Ligue adriatique.
En juillet 2016, Gipson signe avec le Stade olympique maritime boulonnais, une équipe de Pro B.

## Palmarès

### En club
- Champion de France de Pro B : 2010
- Champion des  Pays-Bas : 2005, 2008 et 2009

### Distinctions personnelles
- Meilleur joueur étranger de Pro B 2010[3]
- Meilleur passeur de la saison régulière de Pro A 2010-2011